# Koșativ, Zdolbuniv
Koșativ (în ucraineană Кошатів) este un sat în comuna Bohdașiv din raionul Zdolbuniv, regiunea Rivne, Ucraina.

## Demografie
Componența lingvistică a localității Koșativ
     Ucraineană (99,35%)
     Alte limbi (0,32%)
Conform recensământului din 2001, majoritatea populației localității Koșativ era vorbitoare de ucraineană (99,35%), existând în minoritate și vorbitori de alte limbi.